# Parvati Nair
Parvati Nair és directora de l'Institut d'Investigació de la Universitat de les Nacions Unides sobre Globalització, Cultura i Mobilitat (UNU – GCM). També és catedràtica d'Estudis hispànics, culturals i d'immigració a la Universitat Queen Mary de Londres, on va dirigir el Centre per a l'Estudi de la Migració. Investiga sobre estudis culturals, amb un interès particular en les teories i representacions de la migració, la mobilitat, els espais urbans, el desplaçament, l'ètnia i el gènere. És autora de diverses publicacions sobre aquests temes, com ara Rumbo al norte: inmigración y movimientos culturales entre el Magreb y España (Edicions Bellaterra, 2006) i A Different Light: The Photography of Sebastião Salgado (Duke University Press, 2011). També és l'editora principal de Crossings: Journal of Migration and Culture. També col·labora amb el diari The Guardian.